# Mariner 8

## La misión
El Mariner H también conocido como Mariner 8, formaba junto con el Mariner 9, parte del proyecto Mariner Mars 71. Las dos sondas tenían como objetivo colocarse en la órbita de Marte y enviarnos imágenes y datos. El Mariner 8 fue lanzado desde un cohete Atlas Centaur SLV-3C (AC-24). El motor principal de la etapa Centauro fue encendido durante 265 s tras el lanzamiento, pero la etapa superior comenzó a oscilar y quedó fuera de control debido a una señal electrónica errónea.
La etapa Centauro se apagó a los 365 s tras el lanzamiento debido a la falta de combustible en el cohete a causa del giro incontrolado. La etapa y la sonda se separaron y reentraron en la atmósfera terrestre aproximadamente a 1500 km de distancia del lugar de lanzamiento, cayendo en el Océano Atlántico a unos 560 km al norte de Puerto Rico.

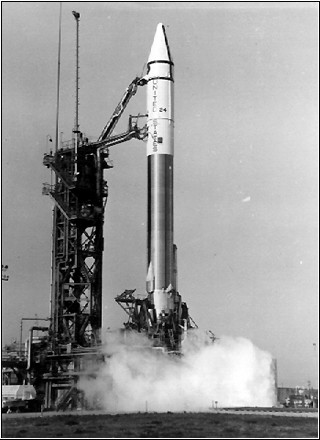
Mariner 8.

## La Nave
La sonda Mariner 8 fue construida sobre una estructura octogonal de magnesio, de 45,7 cm de altura y 138,4 cm en diagonal. Montados en la parte superior de la estructura se encontraban dos tanques de propulsión con el combustible, el motor de maniobras orbitales, una antena de baja ganancia de 1,44 m de largo y una antena parabólica para las comunicaciones con la Tierra.
Una plataforma móvil estaba montada en la parte baja de la estructura, donde estaban acoplados los instrumentos científicos (cámaras de TV de ángulo ancho y estrecho, radiómetro infrarrojo, espectrómetro ultravioleta y espectrómetro interferómetro infrarrojo).

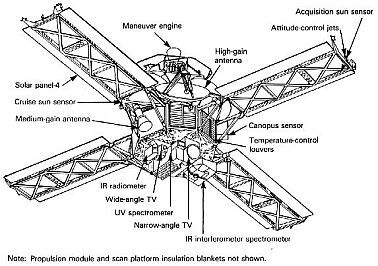
Esquemas de la Mariner 8 y 9.

La altura total de la nave era de 2,28 m y la masa en el momento del lanzamiento fue de 997,9 kg, de los que 439,1 eran de combustible. La instrumentación científica tenía un peso total de 63,1 kg. La electrónica para las comunicaciones, comandos y control de la sonda estaban dentro de la estructura principal.
Para la obtención de energía constaba de 4 paneles solares con unas dimensiones de 90 x 215 cm, extendidos desde la parte superior de la estructura. Cada grupo de dos paneles solares media 689 cm de lado a lado. La energía de la nave la proporcionaban un total de 14.742 células solares en los 4 paneles con una superficie total de 7,7 m². La producción de electricidad llegaba a los 800 W en la Tierra y a 500 W en la órbita marciana. La energía era almacenada en baterías de níquel-cadmio con una capacidad de 20 A/h
La propulsión se obtenía por medio de un motor con un empuje máximo de 1340 N y que podía reencenderse más de 5 veces. El propelente era monometil hidracina y tetroxido de nitrógeno. Dos conjuntos de seis toberas de orientación de gas nitrógeno estaban colocadas al final de los paneles solares.
La orientación se obtenía con la localización realizada por un sensor solar, un rastreador de estrellas, giroscopios y una unidad de referencia inercial junto a un acelerómetro. La sonda tenía un sistema de control termal pasivo basado en el uso de paneles móviles en las ocho caras de la nave y de aislantes térmicos.
El control de la sonda lo llevaba un ordenador central y un secuenciador que tenía una memoria de hasta 512 palabras. El sistema de comandos estaba programado con 86 comandos directos, 4 comandos cuantitativos y 5 comandos de control. Los datos eran almacenados en un grabador de cinta digital de carrete. La cinta de 168 metros y 8 pistas podía almacenar 180 millones de bits grabados a una velocidad de 132 kbits/s. El envío de los datos a la Tierra podía ser realzado a 16, 8, 4, 2 y 1 kbit/s, usando dos pistas al mismo tiempo.
Las telecomunicaciones se llevan a cabo por dos transmisores en banda S de 10 y 20 W y se recibían por un receptor a través de la antena parabólica de alta ganancia, la antena de cuerno de media ganancia o la antena de baja ganancia omnidireccional.
Debido al fallo en el lanzamiento, ninguno de los instrumentos (iguales a los del Mariner 9) llegó a funcionar.